# Star Trek (film 2009)

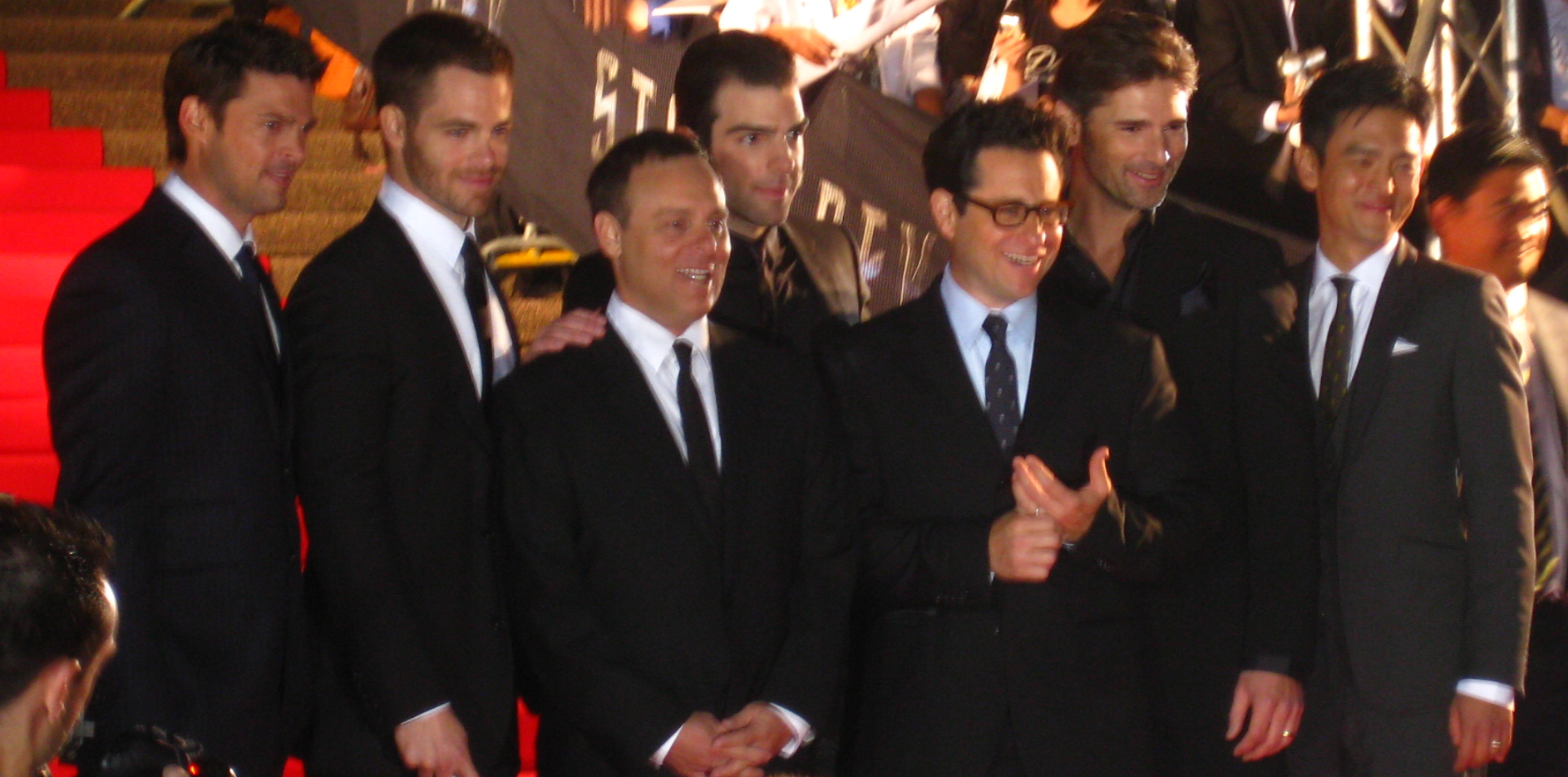
Karl Urban, Chris Pine, Bryan Burk (producent wykonawczy), Zachary Quinto, J.J. Abrams (reżyser), Eric Bana i John Cho w Sydney Opera House podczas premiery filmu 7 kwietnia 2009

Star Trek – jedenasty film z serii Star Trek, osadzony w fantastycznonaukowym uniwersum stworzonym przez Gene’a Roddenberry’ego. Postaci znane z serialu Star Trek grane są przez nową obsadę: Chrisa Pine’a (James T. Kirk), Zachary’ego Quinto (Spock), Karla Urbana (Leonard McCoy), Zoë Saldañę (Nyota Uhura) i Antona Yelchina (Paweł Czechow). Wydarzenia przedstawione w filmie są kanoniczne dla uniwersum, stanowi on jednak swoisty reboot serii – akcja rozgrywa się w alternatywnej rzeczywistości, co pozwoliło twórcom opowiedzieć nowe historie bez konieczności dostosowywania ich do wydarzeń z serialu.
Wytwórnia filmowa Paramount Pictures rozpoczęła prace nad filmem w 2005 roku, kontaktując się ze współtwórcami serialu Zagubieni J.J. Abramsem i Damonem Lindelofem oraz scenarzystami Robertem Orcim i Aleksem Kurtzmanem. Zdjęcia do filmu trwały 5 miesięcy (listopad 2007 – marzec 2008). W lutym 2008 wytwórnia przesunęła premierę z 25 grudnia 2008 na maj 2009 wierząc, że wiosną film zyska większą oglądalność.

## Obsada
- Chris Pine – kapitan James T. Kirk
- Zachary Quinto – komandor Spock
- Karl Urban – doktor Leonard „Bones” McCoy
- Zoe Saldaña – porucznik Nyota Uhura
- Simon Pegg – komandor Porucznik Montgomery „Scotty” Scott
- John Cho – porucznik Hikaru Sulu
- Anton Yelchin – chorąży Pavel Andrieievich Chekov
- Eric Bana – kapitan Nero
- Leonard Nimoy – Spock Prime
- Clifton Collins Jr. – Ayel
- Bruce Greenwood – kapitan Christopher Pike
- Ben Cross – Sarek
- Winona Ryder – Amanda Grayson
- Chris Hemsworth – George Samuel Kirk Sr.
- Jennifer Morrison – Winona Kirk
- Rachel Nichols – Gaila
- Sonita Henry – doktor

## Wczesne doniesienia i pogłoski prasowe
Już w roku 2003 Rick Berman, ówczesny producent Star Trek, zaczął rozpatrywać możliwość stworzenia jedenastego filmu kinowego. Jednak z powodu niepowodzeń serii w roku 2002 i 2005, w tym dziesiątego filmu, Star Trek: Nemesis i zdjęcia z anteny serialu Star Trek: Enterprise, pomysł ten nie spotkał się z odzewem. Jednak w lutym 2005 Berman poparł w końcu swoje postulaty nazwiskami, ujawniając w magazynie „Variety”, że w produkcję filmu zaangażowany jest między innymi scenarzysta Erik Jendresen.
Mimo doniesień o zainteresowaniu innymi scenariuszami, powszechnie uważało się, że pomysł Jendresena jest na etapie preprodukcji. Opowieść, zatytułowana Star Trek: The Beginning, miała dotyczyć zupełnie nowych postaci, w tym bohatera o nazwisku Tiberius Chase. Akcja miała się toczyć po Enterprise, ale przed oryginalną serią, prawdopodobnie w czasie wojny ziemsko-romulańskiej.
Nie było też informacji, czy syn Gene’a Roddenberry’ego, Rod Roddenberry, został zaproszony do współpracy przy produkcji nowego filmu.

## Produkcja
W dniu 20 kwietnia 2006 Associated Press doniosło, że jedenasty film Star Trek oficjalnie znajduje się w produkcji. Powołując się na źródła w Paramount Pictures, gazeta poinformowała, że reżyserem i producentem niezatytułowanego jeszcze filmu będzie J.J. Abrams, znany przede wszystkim jako producent wykonawczy Zagubionych i producent-reżyser Mission: Impossible III. Większość z tych informacji została później potwierdzona przez Paramount i inne źródła. Wieloletni współpracownicy Abramsa – Roberto Orci i Alex Kurtzman – potwierdzili niezależnie, że napiszą scenariusz do filmu, a współproducentem będzie Damon Lindelof. Kurtzman, Orci oraz Bryan Burk zostali producentami wykonawczymi.
Według komentarzy Orciego, zarys fabuły Star Trek XI został ukończony i wraz z Kurtzmanem rozpoczęli pisanie scenariusza. W sierpniowym wywiadzie wyraził nadzieje, że pierwszą wersję uda się ukończyć przed końcem października, a wersję ostateczną przed świętami 2006 jednocześnie zapowiadając też, że jeśli „wszystko pójdzie idealnie”, zdjęcia będzie można rozpocząć już latem 2007 roku. Jednak anonimowe źródło, w rozmowie z The Trek Movie Report, zasugerowało, że zdjęcia mogą rozpocząć się wiosną, częściowo aby pogodzić je z napiętym planem Abramsa, będącego również producentem Zagubionych, Sześciu stopni oddalenia i Czas na Briana. Pojawiały się też doniesienia, że nieformalne przesłuchania zaczęły się już na początku października. Pomimo nadziei Orciego na scenariusz we wrześniu, J.J. Abrams w wywiadzie z 2 listopada powiedział, że „są w środku prac nad nim”. Chociaż niektóre agencje prasowe uznały to za znak opóźnienia Star Trek XI, Abrams zdawał się nadal wierzyć w „przyspieszony” harmonogram, mówiąc w wywiadzie, że rozpoczęcie zdjęć następnej wiosny jest „realistyczne” i że „w przeciwnym razie... nie uda nam się skończyć na czas”.
Michael Giacchino, kompozytor w kilku innych projektach Abramsa, m.in. Mission: Impossible III, Zagubionych i Agentce o stu twarzach, potwierdził, że stworzy ścieżkę dźwiękową do 11. filmu, choć nie pojawiło się żadne oficjalne stanowisko w tej sprawie.
Przez wiele miesięcy po ogłoszeniu filmu, Abrams odmawiał podjęcia decyzji, czy zaakceptuje ofertę jego wyreżyserowania, proponowaną mu przez Paramount. Na początku grudnia 2006 „Variety” i inne źródła wymieniały spekulacje, czy Abrams będzie reżyserem. Paramount Pictures ogłosiło później datę premiery: 25 grudnia 2008 roku. W lutym 2008 wytwórnia filmowa Paramount Pictures przesunęła datę premiery na 8 maja 2009, uważając, że film zyska wiosną większą oglądalność niż zimą.